# Валерик (река)
Валери́к (чечен. Валарта, Валериг, Валерг; в ряде источников описывается как Вайрик) — река в России, протекает в Чеченской Республике. Устье реки находится в 132 км от устья Сунжи по правому берегу. Длина реки составляет 29 км, площадь водосборного бассейна — 35,4 км². Нижнее течение реки летом пересыхает из-за того, что Валерик относится к типу рек, берущих начало из родников и лишённых ледникового и высокогорного снегового питания. Поэтому из-за ежегодного летнего пересыхания половодья здесь не бывает.

## Этимология
Название её в чеченском языке этимологизируется из первоначального Валеран хи — дословно — «смерти река».
Также этимология слова может происходить от чеченского — Валларык — пожелание смерти в грубой форме «Сдохни, пёс!». На версию такого происхождения указывает название реки до русско-чеченской войны — р. Гоха.

## История

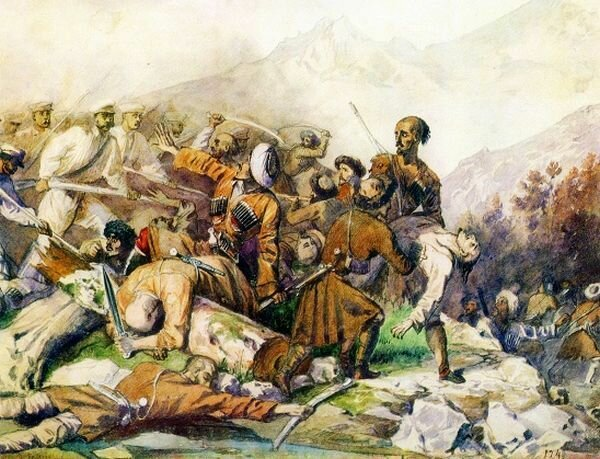
Акварель М. Ю. Лермонтова

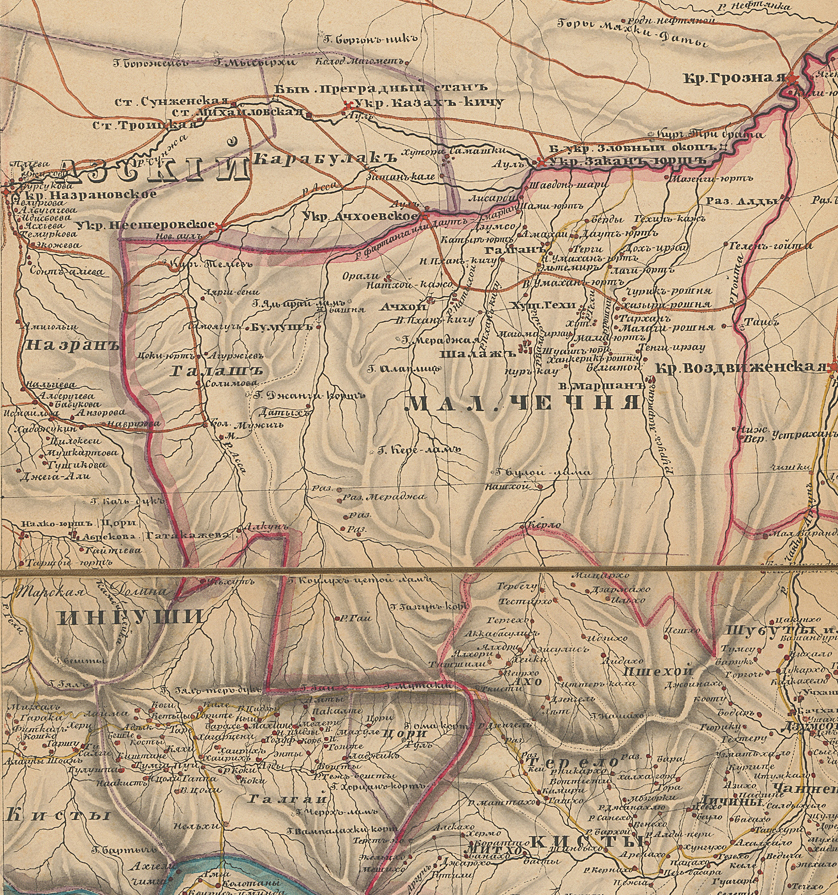
Карта Малой Чечни. 1847 г.

В 1840 году на реке произошли два сражения между северокавказскими горцами (чеченцы и дагестанцы) под командованием наиба Исы Гендергеноевского и российским Чеченским отрядом генерал-лейтенанта А. В. Галафеева, продвигавшееся к внутренней Чечне. Русские под командованием Аполлона Галафеева (первое сражение) и Павла Граббе (второе сражение) победили восставших горцев 11 июля и 30 октября соответственно. В обоих сражениях на Валерике участвовал поручик Тенгинского пехотного полка М.Ю. Лермонтов, который написал про эти события свое известное стихотворении..
Весной 1844 года произошло третье крупное сражение на реке Валерик. Впоследствии генерал-лейтенант Ф. Ф. Торнау принимавший участие в этом сражении, подробно описал эту экспедицию: между нами и Нестеровым, шедшем к нам на соединение, лежал Гехинский лес, да протекал Валерик, два места, через которые русские войска ни разу не проходили без самой кровопролитной драки.
Генерал Нейдгард приказал Фрейтагу из Грозной, полковнику Нестерову из Назраня одновременно двинуться в Малую Чечню. Нестеров неосторожно вдался в Валерикский лес, он был окружён чеченцами, потерял 7 офицеров и 200 человек, и выбрался из крайне опасного положения только благодаря прибытию генерала Фрейтага, который послал три Куринских батальона на штурм завала, заграждавшего вход в лес, где был окружён отряд Нестерова. С взятием завала, Куринцы поспешили на выручку отряда Нестерова который из последних сил отбивался в лесу от неприятеля.
Спустя шесть лет, 26 октября 1850 года, здесь вновь состоялась битва русской императорской армии с горцами, за участие в которой цесаревич Александр Николаевич (впоследствии император Александр II) получил Орден Святого Георгия 4 степени.

## Культура

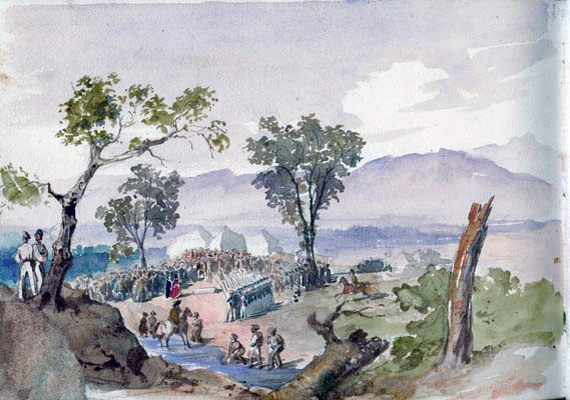
Похороны убитых.
Акварель М. Ю. Лермонтова

Сражение при реке Валерик прекрасно описано в стихотворении Михаила Юрьевича Лермонтова «Валерик». Также произошедшие там события легли в основу сюжетов нескольких рисунков Лермонтова.
Великий русский поэт был участником обоих сражений и получил признание как герой. За мужество, проявленное в сражении при Валерике, Лермонтов был представлен к ордену Святого Владимира 4-й степени. Однако он так и не получил эту награду, поскольку был вычеркнут из итогового списка награждённых императором Николаем I, который питал сильную неприязнь к опальному поэту.
Летом 1840 года рисовальщик, военный инженер В. В. Фохт создал несколько рисунков в Чечне один из которых «Валерик, 11 июля 1840 года в Малой Чечне» — зарисовки командующих и участвующих в бою под Валериком.
К. П. Белевич (1825—1880), писатель, служивший в Тенгинском полку, написал стихотворение «На Валерик».
И. А. Шарлеман советский художник в 1913 году выполнил иллюстрацию к стихотворению М. Ю. Лермонтова «Валерик».
Художник А. И. Титовский в 1964 году создал рисунок «Чечено-Ингушетия. Река Валерик» Место сражения, описанное очевидцем Лермонтовым в поэме «Валерик».

## Данные водного реестра
По данным государственного водного реестра России относится к Западно-Каспийскому бассейновому округу, водохозяйственный участок реки — Сунжа от истока до города Грозный. Речной бассейн реки — Реки бассейна Каспийского моря междуречья Терека и Волги.
Код объекта в государственном водном реестре — 07020001112108200005635.